# Каннський кінофестиваль 1984
37-й Каннський міжнародний кінофестиваль відбувся з 11 по 23 травня 1984 року у Каннах, Франція. Золоту пальмову гілку отримав фільм Париж, Техас режисера Віма Вендерса.
У конкурсі було представлено 19 повнометражних фільмів та 10 короткометражок. У програмі «Особливий погляд» взяли участь 14 кінострічок; поза конкурсом було показано 5 фільмів. Фестиваль відкрито показом стрічки Форт Саган режисера Алена Корно. Фільмом закриття фестивалю було обрано Заколот на Баунті режисера Роджера Дональдсона.

## Журі

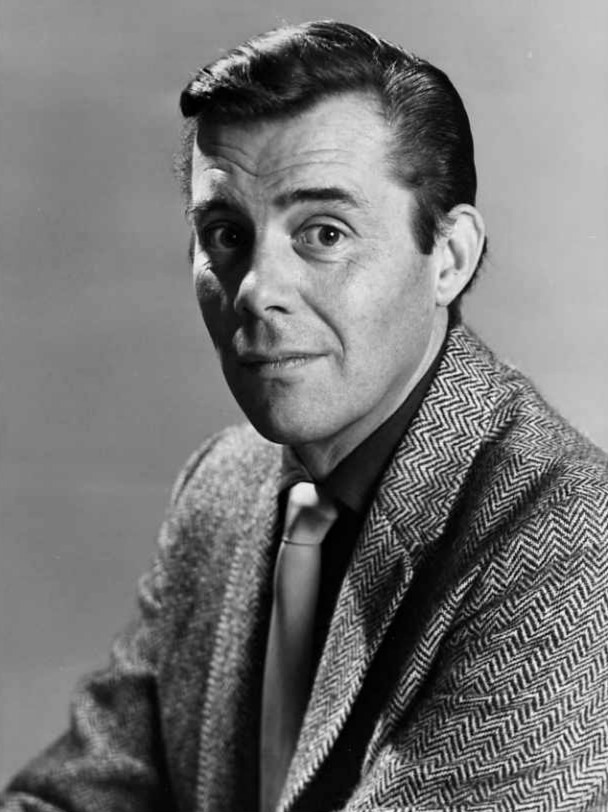
Дірк Богард, Голова журі

### Головний конкурс
Голова: Дірк Богард, актор,  Велика Британія
- Мішель Девіль, режисер,  Франція
- Стенлі Донен, режисер,  США
- Іштван Дошаї, представник Сінематеки,  Угорщина
- Арні Естенес, журналіст,  Норвегія
- Франко Крістальді, продюсер,  Італія
- Енніо Морріконе, композитор,  Італія
- Хорхе Семпрун, письменник,  Іспанія
- Ізабель Юппер, акторка,  Франція
- Вадим Юсов, оператор,  СРСР

### Золота камера
- Мехмет Басутку, журналіст,  Туреччина
- Абб Вайллант, кіноман,  ФРН
- Хосе Луїс Гарнер, журналіст,  Іспанія
- Мішель Жулльєн, кіноман,  Франція
- Семюел Лачіз, критик,  Франція
- Серж Леруа, режисер,  Франція
- Бернар Юбар,  Франція

## Фільми-учасники конкурсної програми
★Переможців виділено окремим кольором.
Повнометражні фільми
| Фільм                         | Назва мовою оригіналу                   | Режисер             | Країна                   |
| ----------------------------- | --------------------------------------- | ------------------- | ------------------------ |
| Байян Ко: Моя рідна країна    | Bayan ko: Kapit sa patalim              | Ліно Брока          | Філіппіни                |
| Заколот на Баунті             | The Bounty                              | Роджер Дональдсон   | Велика Британія          |
| Біля підніжжя вулкану         | Under the Volcano                       | Джон Г'юстон        | США Мексика              |
| Генріх IV                     | Enrico IV                               | Марко Беллокйо      | Італія                   |
| День довший за ніч            | Dges game utenebia                      | Лана Гогоберідзе    | СРСР                     |
| Дім і світ                    | ঘরে বাইরে / Ghare Baire                    | Сатьяджит Рай       | Індія                    |
| Елемент злочину               | Forbrydelsens element                   | Ларс фон Трієр      | Данія                    |
| Інша країна                   | Another Country                         | Марек Канієвський   | Велика Британія          |
| Кіломбу                       | Quilombo                                | Карлус Дієгіс       | Бразилія                 |
| Неділя за містом              | Un dimanche à la campagne               | Бертран Таверньє    | Франція                  |
| ★ Париж, Техас                | Paris, Texas                            | Вім Вендерс         | США                      |
| Піратка                       | La pirate                               | Жак Дуайон          | Франція                  |
| Подорож на Кітеру             | Ταξίδι στα Κύθηρα / Taxidi stin Kythera | Тодорос Ангелопулос | Греція                   |
| Робота                        | Vigil                                   | Вінсент Ворд        | Нова Зеландія            |
| Святі безневинні              | Los santos inocentes                    | Маріо Камус         | Іспанія                  |
| Там, де мріють зелені мурашки | Where the Green Ants Dream              | Вернер Герцог       | ФРН Австралія            |
| Успіх — найкраща помста       | Success Is the Best Revenge             | Єжи Сколімовський   | Франція Велика Британія  |
| Щоденник для моїх дітей       | Napló gyermekeimnek                     | Марта Месарош       | Угорщина                 |
| Щоденник терориста            | Cal                                     | Пет О'Коннор        | Велика Британія Ірландія |

Короткометражні фільми
| Фільм                 | Назва мовою оригіналу    | Режисер                     | Країна          |
| --------------------- | ------------------------ | --------------------------- | --------------- |
| Двері                 | Ajtó                     | Марія Хорват                | Угорщина        |
| ★ Залізний кінь анім. | Le Cheval de fer         | Джеральд Фрідман, П'єр Леві | Франція Бельгія |
| Заплямованість корови | Het Scheppen van een koe | Пол Дріссен                 | Нідерланди      |
| Кімната               | Ett Rum                  | Матс Олоф Олссон            | Швеція          |
| Орфей і Еврідіка      | Orpheus and Eurydice     | Леслі Кін                   | Велика Британія |
| Спектакль             | Le Spectacle             | Жиль Шевальє                | Франція         |
| Тіп Топ               | Tip Top                  | Пол Дріссен                 | Нідерланди      |
| Точки                 | Points                   | Ден Коллінз                 | Канада          |
| ★ Чума                | Tchouma                  | Давид Такайшвілі            | Франція         |
|                       | Bottom's Dream           | Джон Кейнмейкер             | США             |

## Особливий погляд
| Фільм                                   | Назва мовою оригіналу                                        | Режисер                  | Країна              |
| --------------------------------------- | ------------------------------------------------------------ | ------------------------ | ------------------- |
| Абель Ганс і його Наполеон к/м / докум. | Abel Gance et son Napoléon                                   | Неллі Каплан             | Франція             |
| Де Парсіфаль?                           | Where Is Parsifal?                                           | Анрі Ельман              | Велика Британія     |
| День Марії                              | Mária-nap                                                    | Юдіт Елек                | Угорщина            |
| День С...                               | Le jour S...                                                 | Жан П'єр Лефевр          | Канада              |
| Жорстокість                             | Feroz                                                        | Мануель Гутьєррес Арагон | Іспанія             |
| Кондорів не ховають щодня               | Cóndores no entierran todos los días                         | Франсіско Норден         | Колумбія            |
| Людина квітів                           | Man of Flowers                                               | Пол Кокс                 | Австралія           |
| Межа                                    | De grens                                                     | Леон де Вінтер           | Нідерланди          |
| Північ                                  | El Norte                                                     | Грегорі Нава             | Велика Британія США |
| Поет кіно: Андрій Тарковський докум.    | Un poeta nel Cinema: Andreij Tarkovskij                      | Донателла Баїльво        | Італія              |
| Руїни                                   | खंडहर / Khandhar                                              | Мрінал Сен               | Індія               |
| Тартюф                                  | Le tartuffe                                                  | Жерар Депардьє           | Франція             |
| Шлях до Брессона докум.                 | De weg naar Bresson                                          | Лео Де Бур, Jurriën Rood | Нідерланди          |
|                                         | 여인 잔혹사 물레야 물레야 / Yeoin janhoksa moulleya moulleya | Ду-йон Лі                | Південна Корея      |

## Фільми позаконкурсної програми
| Фільм                 | Назва мовою оригіналу       | Режисер        | Країна     |
| --------------------- | --------------------------- | -------------- | ---------- |
| Біт Стріт             | Beat Street                 | Стін Летен     | США        |
| Бродвей Денні Роуз    | Broadway Danny Rose         | Вуді Аллен     | США        |
| Обери мене            | Choose Me                   | Ален Рудольф   | США        |
| Після репетиції       | Efter repetitionen          | Інгмар Бергман | Швеція     |
| Форт Саган            | Fort Saganne                | Ален Корно     | Франція    |
| Одного разу в Америці | Once Upon a Time in America | Серджо Леоне   | Італія США |

## Нагороди

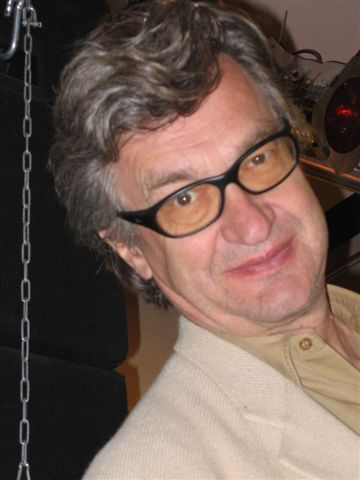
Вім Вендерс, володар Золотої пальмової гілки фестивалю.

- Золота пальмова гілка: Париж, Техас, режисер Вім Вендерс
- Гран-прі журі: Щоденник для моїх дітей, режисер Марта Месарош
- Приз за найкращу чоловічу роль: Франсіско Рабаль та Альфредо Ланда за Святі безневинні
- Приз за найкращу жіночу роль: Гелен Міррен за Щоденник терориста
- Приз за найкращу режисуру: Бертран Таверньє за Неділя за містом
- Приз за найкращий сценарій: Тодорос Ангелопулос, Тоніно Гуерра та Танасіс Вальтінос за Подорож на Кітеру
- Приз за художній внесок: Пітер Біжу (кінематограф) — Інша країна
- Технічний гран-прі: Елемент злочину, режисер Ларс фон Трієр
- Золота пальмова гілка за короткометражний фільм:
  - Залізний кінь, режисери Джеральд Фрідман та П'єр Леві
  - Чума, режисер Дмитро Такайшвілі
- Золота камера: Дивніше, ніж у раю, режисер Джим Джармуш
- Перспективна Кінонагорода: Свобода, ніч, режисер Філіпп Гаррель
- Приз міжнародної асоціації кінопреси:
  - Спогади про в'язницю, режисер Нелсон Перейра душ Сантуш
  - Париж, Техас, режисер Вім Вендерс
  - Подорож на Кітеру, режисер Тодорос Ангелопулос
- Приз екуменічного журі: Париж, Техас, режисер Вім Вендерс
- Приз екуменічного журі — особлива згадка: Святі безневинні, режисер Маріо Камус
- Приз молоді:
  - Приз молоді (іноземний фільм): Епілог, режисер Гонсало Суарес
  - Приз молоді (французький фільм): Хлопець зустрічає дівчину, режисер Леос Каракс